# Eduard Ritter von Schleich
Eduard Ritter von Schleich (München, 1888. augusztus 9.–Dießen, 1947. november 15.), születési nevén Eduard-Maria Joseph Schleich, bajor első világháborús pilóta. A háborút 35 légi győzelemmel zárta. A második világháborúban a Luftwaffe tábornoka volt.

## Fiatalkora
Münchenben született, de családja átköltözött Bad Tölz fürdővárosba. Miután befejezte az iskolát, Schleich beiratkozott a Bajor Hadsereg kadétprogramjába, majd a 11. bajor gyalogezredbe került, 1909-ben. Az első világháború kitörése előtt Schleich egészségügyi problémákkal küzdött, ezért kivonták az aktív szolgálatból. Ezután újra jelentkezett, majd 1914. augusztus 25-én a lotaringiai csatában súlyosan megsérült.

## Első világháború
Lábadozása során eldöntötte, hogy jelentkezik a Bajor Királyi Légierőhöz, és egy felderítő képzésen vett részt. A FEA 1-en való szolgálat után kért egy pilótaképzést, amit elfogadtak 1915 szeptemberében, majd októberben csatlakozott a FA 2b-hez. 1916 januárjában Schleich megsebesült a karján egy légvédelmi gránáttól, és ahelyett, hogy visszatért volna a bázisra, bekötötte a sebét, miközben a levegőben volt, és teljesítette a feladatát. Ezért a műveletért a Vaskereszt Első osztályával tüntették ki.
A sebesülés miatt, nem szolgálhatott szeptemberig, amikor is átvette a Fliegerschule 1 parancsnokságát. 1917 májusában csatlakozott a Jasta 21-hez, és júniustól kezdve ő irányította az egységet. Parancsnokká válása előtt, a Jasta 21 kevés győzelemmel és alacsony morállal rendelkezett, de Schleich felügyelete alatt egy hónapon belül a Jasta lelőtt 36 ellenséges gépet, ebből 19-et Schleich személyesen.
Mikor a legjobb barátja a Jastában, Erich Limpert hadnagy meghalt egy közelharcban, Schleich arra utasított mindenkit, hogy fessenek minden gépet feketére. Ez csakhamar ahhoz vezetett, hogy Schleich lett „A Fekete Lovag”.
A folyamatos bajor–porosz politikai viták, a nem porosz parancsnok miatt, egy Bajor Jastát eredményeztek, és ezután Schleich a Jasta 32 parancsnoka lett.
Decemberben neki adták a Pour le Mérite kitüntetést, a Jastaschule 1-es parancsnoksága után, mialatt március 15-én átvette a Jagdgruppe Nr. 8 parancsnokságát, és a háború utolsó hónapjában a Jasta 21-ét. a háború végén a légi győzelmek száma 35 volt.

## A háború után
Von Schleich rövid ideig Bad Reichenhallban volt kórházban, hogy visszanyerje erejét a sokévi harc után. 1919-ben a Bajor Légierő felügyelője lett, a Bajor Állami Rendőrség egy repülési egységének.
1919 áprilisában, a Német Kommunista Párt erőszakkal átvette München irányítását. Von Schleich volt kijelölve e feladatra, hogy azonnal tartóztassa le őket és tárgyaljon. Végül a kormány katonái a következő hónapban képesek voltak kiszorítani a kommunistákat.
Egy rövid kitérő után a Bajor Rendőrség pilótájaként, Schleich lett a Honvédelmi Béke Bizottság fegyverletételért felelős összekötő tisztje.
1921-ben leszerelve, Schleich tőzegfarmerként dolgozott, majd később Lufthansa-pilótaként.
1929-ben a légitársaságot otthagyva, elindított egy repülőklubot Münchenben. 1931-ben csatlakozott a Nemzetiszocialista Német Munkáspárthoz és ezzel egy időben tagja lett az SS-Fliegerstaffel-nek, egy félkatonai repülő szervezetnek. Ő lett a Hitlerjugend repülőprogramok irányítója, és tábornokká léptették elő. A Luftwaffe létrehozásával 1935-ben, Schleich visszatért a katonai szolgálatba.
1937-ben ő vette át az új Jagdgeschwader 234 irányítását. Von Schleichot előléptették, és megkapta a Jagdgeschwader 132 ‘Schlageter’-t, amely Németország nyugati határát védelmezte.

## Második világháború
Von Schleich a vadászpilóta iskola (Jagdfliegerschule 5) parancsnoka lett Bécs–Schwechaton, Ausztriában, 1939 decemberében. 1940 végén, mikor elküldték a Luftwaffe Mission-ra Romániába, elkezdte a Román Légierő pilótáit tanítani.
1941 közepén, a Dániát megszálló erők parancsnoka lett, és majd másfél-két évet töltött az országban.
Schleich végső feladata a Luftwaffe Szárazföldi Erejének parancsnoksága volt Norvégiában, és ezt a posztot 1944 végéig töltötte be. Von Schleich megérkezése után kilenc hónappal, a regionális parancsnokság megszűnt. Miután november közepén tartaléklistára került, Schleich nyugdíjba ment altábornagyként.
Brit erők által őrizetben tartva halt meg, szívbetegségben 1947-ben, 59 évesen. Von Schleichot Dießen am Ammersee-ben temették el, München közelében.

## Kitüntetései
- Vaskereszt Első és Második osztálya (1917. december 4)
- Pour le Mérite kitüntetés (1917. december 5)
- Katonai Miksa József-rend Lovagi keresztje (1918. június 14)